# قائمة هاتريك منتخب تونس لكرة القدم
منذ لعب منتخب تونس لكرة القدم مباراته الرسمية الأولى في 2 يونيو 1957 ضد ليبيا، كانت هناك 12 مناسبة سجل فيها لاعب تونسي ثلاثة أهداف أو أكثر (هاتريك) في إحدى المباريات. سجل منصف شريف أول هاتريك ضد تايبيه الصينية في 18 أغسطس 1960.

## القائمة
| مفاتيح | مفاتيح                                                                          |
| ------ | ------------------------------------------------------------------------------- |
|        | سجل اللاعب أربعة أهداف                                                          |
| ()     | عدد المرات التي سجل فيها اللاعب ثلاثية (فقط للاعبين الذين سجلوا ثلاثيات متعددة) |

| رقم | اللاعب                | الخصم          | الأهداف | دقائق الأهداف        | النتيجة | الملعب                  | الحدث                           | التاريخ        | مصادر  |
| --- | --------------------- | -------------- | ------- | -------------------- | ------- | ----------------------- | ------------------------------- | -------------- | ------ |
| 1   | منصف شريف             | تايبيه الصينية | 3       | ؟'، ؟'، ؟'           | 8–1     | ملعب أولمبيكو           | مباراة ودية                     | 18 أغسطس 1960  | [ 2 ]  |
| 2   | توفيق بن عثمان        | تركيا          | 4       | ؟'، ؟'، ؟'، ؟'       | 4–1     | الملعب الأولمبي بالمنزه | مباراة ودية                     | 07 يونيو 1964  | [ 3 ]  |
| 3   | محي الدين حبيطة       | سوريا          | 3       | ؟'، ؟'، ؟'           | 4–1     | ملعب طرابلس             | كأس فلسطين للأمم 1973           | 13 أغسطس 1973  | [ 4 ]  |
| 4   | محمد علي عقيد         | فلسطين         | 3       | ؟'، ؟'، ؟'           | 6–2     | ملعب طرابلس             | كأس فلسطين للأمم 1973           | 21 أغسطس 1973  | [ 5 ]  |
| 5   | فوزي الرويسي          | بنين           | 3       | 18'، 43'، 61'        | 5–0     | ملعب الصداقة            | تصفيات كأس العالم 1994          | 17 يناير 1993  | [ 6 ]  |
| 6   | حسان القابسي          | غينيا          | 3       | 11'، 29'، 48'        | 4–1     | الملعب الأولمبي بالمنزه | مباراة ودية                     | 31 يناير 1998  | [ 7 ]  |
| 7   | جمال زابي             | ليبيريا        | 3       | 10'، 71'، 90'        | 7–2     | الملعب الأولمبي بالمنزه | مباراة ودية                     | 30 ديسمبر 2001 | [ 8 ]  |
| 8   | فرانسيلودو سانتوس (1) | مالاوي         | 4       | 12'، 52'، 75'، 77'   | 7–0     | الملعب الأولمبي برادس   | تصفيات كأس العالم 2006          | 26 مارس 2005   | [ 9 ]  |
| 9   | فرانسيلودو سانتوس (2) | زامبيا         | 3       | 35'، 82'، 90+3'      | 4–1     | ستاد حرس الحدود         | كأس الأمم الأفريقية 2006        | 22 يناير 2006  | [ 10 ] |
| 10  | عصام جمعة             | سيشل           | 3       | 16'، 76'، 80'        | 3–0     | ملعب لينيتي             | تصفيات كأس الأمم الأفريقية 2008 | 24 مارس 2007   | [ 11 ] |
| 11  | ياسين الشيخاوي        | جيبوتي         | 3       | 9' (ركلة.)، 22'، 23' | 8–1     | الملعب الأولمبي برادس   | تصفيات كأس الأمم الأفريقية 2017 | 12 يونيو 2015  | [ 12 ] |
| 12  | يوسف المساكني         | غينيا          | 3       | 45'، 74'، 90'        | 4–1     | ملعب 28 سبتمبر          | تصفيات كأس العالم 2018          | 7 أكتوبر 2017  | [ 13 ] |

## روابط خارجية
- Tunisia national football team statistics and records: hat tricks